# جوزف بایرون
جوزف بایرون (انگلیسی: Joseph Byron; ژانویه ۱۸۴۶ – ۲۸ مهٔ ۱۹۲۳) یک عکاس انگلیسی بود که شرکت بایرون را در منهتن تأسیس کرد.

## زندگی‌نامه
بایرون در ژانویه ۱۸۴۷ در انگلستان به دنیا آمد. پدر، پدربزرگ و پدر پدربزرگش عکاس بودند. او از دولت بریتانیا اجازه‌ای برای عکاسی از شرایط معادن زغال‌سنگ انگلیس دریافت کرد. او در سال ۱۸۸۸ به همراه فرزندانش پرسی کلود بایرون، فلورانس میبل بایرون (۱۸۸۰-؟) و جورجینا بایرون (۱۸۸۳-؟) به ایالات متحده مهاجرت کرد. در سال ۱۸۹۲ استودیوی تجاری خود را در منهتن افتتاح کرد. تخصص بایرون عکاسی از نمایش‌های تئاتر برادوی بود. پسر او عکاس پرسی کلود بایرون بود. پرسی «برترین عکاس دریایی نسل خود» بود. جوزف بایرون در دهه ۱۸۹۰ برای نیویورک تایمز کار می‌کرد. او در ۲۸ مه ۱۹۲۳ در منهتن درگذشت.

## بایگانی
۲۲۰۰۰ عکس از او در موزه شهر نیویورک بین سال‌های ۱۸۹۰ تا ۱۹۴۲ باقیمانده است.